# Pliomelaena joanetta
Pliomelaena joanetta är en tvåvingeart som beskrevs av Munro 1947. Pliomelaena joanetta ingår i släktet Pliomelaena och familjen borrflugor. Inga underarter finns listade i Catalogue of Life.